# Лудвиг фон Мизес
Лудвиг Хайнрих Едлер фон Мизес (на немски: Ludwig Heinrich Edler von Mises, произнася се [ˈluːtvɪç fɔn ˈmiːzəs]) (29 септември 1881 – 10 октомври 1973) е австрийски, а по-късно и американски икономист, философ, писател и либерал, оказал силно влияние върху развитето на съвременното либерално и либертарианско движение. Първоначално учи във Виена, а по-късно, до 1940 – в Женева. Произхождащ от еврейско семейство в Галиция (Украйна), той попада в черния списък на нацистите и избягва в САЩ. През периода 1945 – 1969 е преподавател в Нюйоркския университет. Получава американско гражданство през 1946; почива в Ню Йорк през 1973.
Той е един от най-значимите автори на Австрийската икономическа школа, защитаваща капитализма и класическия либерализъм. Добива известност със своя magnum opus, „Човешкото действие“ – трактат по икономика, публикуван за първи път на английски през 1949. В него той излага епистемологията и методологията, с които се характеризира австрийската школа: субективна концепция за стойността, методологичен индивидуализъм и праксеология.
Името му се свързва и с теоретична критика на социализма, който Мизес счита за безвъзвратно обречен на провал поради липсата на механизма на свободния пазар за фиксация на цените. Фридрих Хайек, Мъри Ротбард и Израел Кирцнър са сред най-бележитите му ученици.

## Биография

### Младежки години и образование
Лудвиг Хейнрих Едлер фон Мизес е роден в Лемберг, Австро-Унгария (днес Лвов, Украйна) на 29 септември 1881, в еврейско семейство на търговци германофони, което същата година, след дълги поколения на пребиваване в Галиция, Украйна, се сдобива с благородническа титла. Баща му, Артур фон Мизес, е инженер по поддръжка на градоустройствения план, а майка му, Адел, го отглежда заедно с брат му – Рихард, роден 1883, по професия – математик. Има и трети брат – Карл, който умира като дете. Пре 90-те години се местят във Виена. Тогава Австро-Унгария е втората по големина империя в Европа и представлява мозайка от различни народи и култури.
През 1892, той е приет в „Akademische Gymnasium“, Виена, където е учи с Ханс Келзен. През периода 1900 – 1906 следва във Виенския университет, от който излиза доктор по църковно и римско право. Тогава икономика се изучава само в правните университети.
В образованието, което получава във Виена, доминират идеите на историцизма, особено в лекциите на Карл Грюнберг. Причината да отхвърли тази школа се корени в първите му студентски години, когато е привърженик на държавния интервенционизъм. Самият той пише: „Когато влязох в университета, аз също бях върл етатист.“ През 1903 – 1904 той се сближава с теоретиците на Австрийската икономическа школа, от които: Карл Менгер, чието произведение „Принципи на икономиката“ той чете през този период, и Ойген фон Бьом-Баверк, чиито частни семинари посещава между 1904 и 1914. Мизес споделя, че именно произведението с принципи на Менгер го е вдъхновило за призванието му на икономист.

### Виена (1906 – 1934)
През февруари 1906 г. става доктор по право и започва кариера като държавен служител в австрийската финансова администрация.
Стажува във виенска адвокатска кантора, същевременно изнася лекции по икономика. В началото на 1909 г. се присъединява към Виенската търговско-промишлена палата. Главен офицер в австро-унгарската артилерия (същевременно икономически съветник на военния отдел) по време на Първата световна война.
Бил е главен икономист на Австрийската търговска камара, както и икономически съветник на Енгелберт Долфус, австрофашисткия, но силно антинацистки австрийски канцлер. По-късно е икономически съветник на Ото фон Хабсбург, християндемократическия политик и наследник на австрийския трон (престолът е премахнат законно през 1918 г., след Голямата война).

### Женева (1934 – 1940)
Мизес напуска Австрия през 1934 г. и заминава за Женева, Швейцария. Тук е професор в Института за международни изследвания – до 1940 г. По време на престоя си в Швейцария се жени за Маржит Херцфелд Серени, бивша актриса и вдовица на унгарския протестантски аристократ Фердинанд Серени. Маржит е майка на Гита Серени, австрийско-британски биограф, историк и разследваща журналистка.

### САЩ (1940 – 1973)
През 1940 г. Мизес и съпругата му бягат от германското настъпление в Европа и емигрират в Ню Йорк, САЩ. Мизес пристига в Съединените щати, получил субсидия от Рокфелеровата фондация. Подобно на много други класически либерални учени, избягали в САЩ, той получава подкрепа от фонд „Уилям Фолкър“, за да получи позиция в американски университет. Мизес става гостуващ професор в Нюйоркския университет и заема тази длъжност от 1945 г. до пенсионирането си през 1969 г. (въпреки че не е бил заплатен от университета). Бизнесменът и либерален коментатор Лорънс Фертиг, член на настоятелството на Нюйоркския университет, съдейства за това назначение и лично покрива част от заплатата на Мизес.
Мизес изучава валутни въпроси за движението Пан-Европа, което било оглавявано от Рихард фон Куденхов-Калерги, австрийско-японски политик, философ и граф на Куденхов-Калерги. През 1947 г. Мизес става един от основателите на Общество „Мон Пелерен“.
През 1962 г. Мизес получава Австрийски орден за наука и изкуство за политическа икономика в австрийското посолство във Вашингтон.
Мизес се оттегля от преподаването на 87-годишна възраст и почива на 92-годишна възраст в Ню Йорк. Погребан е в гробището Ферклиф, Хартсдейл, Ню Йорк. Гроув Сити Колидж съхранява архив на Мизес от 20 000 страници и негови непубликувани творби. Личната му библиотека е предоставена на Колидж Хилсдейл (по волята на Мизес).
Силни несъгласия по отношение моралната основа на капитализма Мизес е имал с руско-американската писателка Айн Ранд. Самата тя обикновено гледала на работата му с благоволение.

## Принос в икономическата наука
Мизес изнася лекции изключително в полза на класическия либерализъм и се смята за един от лидерите на австрийската школа.

## Критика
Милтън Фридман критикува Мизес за неговото нетолератно поведение в личен план.

## Избрана библиография
- The Theory of Money and Credit (1912); Теория на парите и кредита
- Die Gemeinwirtschaft: Untersuchungen über den Sozialismus (1922); Социализмът
- Liberalismus (1927); Либерализъм
- Omnipotent Government (1944); Всемогъщото правителство
- Bureaucracy (1944); Бюрокрацията
- Human action (1949); Човешкото действие ISBN 978-954-8585-24-8
- The Anti-Capitalistic Mentality (1956); Антикапиталистическото мислене ISBN 978-954-28-0290-7
- Theory and History (1957); Теория и история
- The Ludwig von Mises Institute. Money, Method, and the Market Process //   Kluwer Academic Publishers, 1990.  Архивиран от оригинала на 2022-10-16. Посетен на 16 октомври 2022. (на английски) (посмъртно)